# احمد دحام
احمد دحام (انگلیسی: Ahmed Daham Karim؛ زادهٔ) یک بازیکن فوتبال اهل عراق است.
از باشگاه‌هایی که در آن بازی کرده‌است می‌توان به نیروی هوایی عراق اشاره کرد.
وی همچنین در تیم ملی فوتبال عراق بازی کرده است.